# Bistum Acarigua-Araure
Das Bistum Acarigua-Araure (lat.: Dioecesis Acariguaruensis) ist eine in Venezuela gelegene römisch-katholische Diözese mit Sitz in Acarigua. Es umfasst einen Teil des Bundesstaates Portuguesa.

## Geschichte
Papst Johannes Paul II. gründete die Diözese am 27. Dezember 2002 mit der Apostolischen Konstitution Ad satius consulendum aus Gebietsabtretungen des Bistums Guanare und unterstellte sie dem Erzbistum Barquisimeto als Suffragandiözese.

## Bischöfe
- Joaquín José Morón Hidalgo (27. Dezember 2002 – 30. Oktober 2013)
- Juan Carlos Bravo Salazar (10. August 2015 – 16. November 2021, dann Bischof von Petare)
- Gerardo Ernesto Salas Arjona (seit 22. August 2022)